# HD122713
HD122713 — хімічно пекулярна зоря спектрального класу B9, що має видиму зоряну величину в смузі V приблизно  8,1.
Вона  розташована на відстані близько 1065,9 світлових років від Сонця.

## Пекулярний хімічний склад
Зоряна атмосфера HD122713 має підвищений вміст 
Si
.